# Dandoli
Dandoli is een gemeente (commune) in de regio Mopti in Mali. De gemeente telt 9500 inwoners (2009).